# Trenten Beram
Trenten Anthony Manugas Beram (Scarsdale, 1º aprile 1996) è un velocista filippino, detentore del record nazionale dei 200 metri piani.

## Biografia
Trenten Anthony Manugas Beram nasce il 1º aprile 1996 a Scarsdale, un sobborgo settentrionale di New York, figlio dello statunitense Glen Beram e della filippina Nena Manugas. Cresciuto a Hopewell Junction, frequenta l'Arlington High School di LaGrange e quindi l'Università del Connecticut, dove studia matematica.
Scopre la passione per l'atletica leggera da bambino grazie al padre, appassionato di fitness e proprietario di una palestra a New York. Inizia però a praticare la disciplina solo da ragazzino, abbinandola al baseball nel corso degli anni al liceo. L'abilità nell'atletica e i risultati sportivi gli consentono di battere numerosi record a livello amatoriale, nonché di divenire All-American.
Nel 2013 viene scoperto da un talent scout di Manila e quindi contattato dal presidente della PATAFA Philip Ella Juico, che gli consiglia di unirsi alla nazionale filippina di atletica. Dopo mesi di riflessione Beram decide di scegliere i colori delle Filippine, spinto dall'interesse per gli usi e costumi del Paese materno. Avvia le pratiche per l'ottenimento della cittadinanza nel novembre 2015, divenendo ufficialmente filippino sette mesi dopo.

### 2016-2017: due nuovi record nazionali
Beram compie il suo ingresso nella nazionale filippina a partire dalla stagione 2016.
Si segnala al mondo dell'atletica filippina il 24 giugno 2016, ai PATAFA Trials, quando migliora di cinque centesimi il record filippino dei 200 metri piani detenuto da Ralph Waldy Soguilon (21"17) che resisteva da 10 anni.
Il mese di marzo, nel corso dell'Ayala Philippine National Open, segna il primato nazionale di 40"29 nella staffetta 4×100 metri insieme ad Anfernee Lopena, Jomar Udtohan ed Eric Cray. Tre mesi dopo, con un tempo di 39"96 a un meeting ad Hong Kong, la 4×100 composta da Beram, Lopena, Patrick Unso e Archand Bagsit migliora ulteriormente il record filippino della specialità.
Il 6 luglio, ancora studente di matematica, prende parte ai campionati asiatici di Bhubaneswar, dove supera le batterie con il tempo di 21"05 e migliora il suo primato stabilito l'anno precedente. Superate anche le semifinali in 21"07, alle finali del 7 luglio termina solo quinto, migliorando tuttavia il record nazionale a 20"96. In quest'ultima gara diventa il primo velocista filippino in assoluto a scendere sotto il muro dei 21 secondi nei 200 metri piani.
Un mese dopo vola a Kuala Lumpur in occasione dei XXIX Giochi del Sud-est asiatico, dove si laurea campione nei 200 m con un nuovo record nazionale di 20"84, precedendo Arapong Meenapra (21"22) e Thevarr Gunasegaran (21"26). Il 23 agosto si conferma tra gli atleti filippini più in forma del momento conquistando l'oro anche nella gara dei 400 m, con il tempo di 46"39, mentre il giorno seguente coglie il bronzo nella staffetta 4×100 metri con il tempo di 39"11 (record nazionale), con un quartetto composto da Anfernee Lopena, Archand Bagsit, Eric Cray e lo stesso Beram in ultima frazione.

## Record nazionali

### Seniores
- 200 metri piani: 20"84 ( Kuala Lumpur, 23 agosto 2017)
- Staffetta 4×100 metri: 39"11 ( Kuala Lumpur, 25 agosto 2017) (Anfernee Lopena, Archand Bagsit, Eric Cray, Trenten Beram)

## Palmarès
| Anno | Manifestazione              | Sede         | Evento      | Risultato  | Prestazione | Note             |
| ---- | --------------------------- | ------------ | ----------- | ---------- | ----------- | ---------------- |
| 2017 | Campionati asiatici         | Bhubaneswar  | 200 m piani | 5º         | 20"96       | Record nazionale |
| 2017 | Giochi del Sud-est asiatico | Kuala Lumpur | 200 m piani | Oro        | 20"84       | Record nazionale |
| 2017 | Giochi del Sud-est asiatico | Kuala Lumpur | 400 m piani | Oro        | 46"39       |                  |
| 2017 | Giochi del Sud-est asiatico | Kuala Lumpur | 4×100 m     | Bronzo     | 39"11       | Record nazionale |
| 2018 | Giochi asiatici             | Giacarta     | 200 m piani | Semifinale | 21"26       |                  |
| 2018 | Giochi asiatici             | Giacarta     | 400 m piani | Semifinale | 47"34       |                  |
| 2018 | Giochi asiatici             | Giacarta     | 4x100 m     | Batteria   | 39"59       |                  |